# Yōko Hiramatsu
Yōko Hiramatsu, née le 21 février 1958 à Kurashiki dans la préfecture d'Okayama au Japon, est une reporter culinaire et autrice japonaise.

## Carrière
Hiramatsu est diplômée en sociologie.
Elle a reçu en 2006 le prix Bunkamura des Deux Magots pour son livre Le Goût qui ne peut s'acheter (non traduit en français), en japonais Kaenai aji (買えない味).
Un sandwich à Ginza, paru au Japon en 2011 et illustré par l'auteur de mangas Jirō Taniguchi, est le premier ouvrage de Hiramatsu à avoir été traduit en français, en 2019. L’œuvre rassemble les douze premiers épisodes d’une série publiée dans la revue japonaise All Yomimono sous le titre Saveurs d’aujourd’hui.